# Toppenish (Washington)
Toppenish je град u američkoj saveznoj državi Washington. Prema popisu stanovništva iz 2010. u njemu je živjelo 8.949 stanovnika.